# Вака, Майкл
Майкл Джозеф Вака (англ. Michael Joseph Wacha; 1 июля 1991, Айова-Сити, Айова) — американский профессиональный бейсболист, выступающий на позиции питчер. В настоящее время свободный агент. Вака был выбран на драфте МЛБ 2012 года в первом раунде под общим 19 номером. До прихода в МЛБ выступал за команду Техасского университета A&M. После выбора на драфте он всего один год провёл в низших лигах и 30 мая 2013 года дебютировал в МЛБ. В своём дебютном сезоне он принял участие в 15 играх, отыграв 64 2⁄3 иннинга и сделав 65 страйкаутов. В чемпионской серии Национальной лиги Вака пропустил всего 8 хитов за 21 иннинг, пропустив всего одного игрока на первую базу. За свою успешную игру Вака был назван самым ценным игроком чемпионской серии Национальной лиги.

## Ранние годы
Майкл Вака родился в Айова-Сити (штат Айова) в семье Тома и Карен Вака и был в семье вторым из четырёх детей. У него был старший брат Чарли, младший брат Лукас и младшая сестра Бритт. Когда Майклу было три года его семья переехала из Айова-Сити в Техаркана (штат Техас). Там он начал играть в бейсбол — его отец тренировал его, а сестра отбивала его подачи. Выступая в местной лиге Американского легиона Майкла заметил его будущий тренер в университете Роб Чилдрес. Дядя Ваки, Дасти Роджерс, выступал на позиции питчера в системе «Цинциннати Редс» с 1984 по 1988 год.